# Pé na Jaca
Pé na Jaca é uma telenovela brasileira produzida e exibida pela TV Globo de 20 de novembro de 2006 a 15 de junho de 2007, em 179 capítulos. Substituiu Cobras & Lagartos e foi substituída por Sete Pecados, sendo a 71ª "novela das sete" exibida pela emissora. 
Teve autoria de Carlos Lombardi, com a colaboração de Vinícius Vianna, Filipe Miguez, Mauro Wilson, Nélio Abbade e Sebastião Maciel, contou com a direção de Ary Coslov, Gustavo Fernandez, Marco Rodrigo, Paola Pol Balloussier e Paulo Silvestrini. A direção geral foi de Ricardo Waddington.
Marcos Pasquim, Fernanda Lima, Murilo Benício, Juliana Paes e Deborah Secco interpretam os cinco protagonistas da trama, um grupo de amigos de infância que tem suas vidas cruzadas novamente 20 anos depois. O elenco ainda conta com Flávia Alessandra, Bruno Garcia, Betty Lago, Rodrigo Lombardi, Fernanda de Freitas, Carla Marins, Sílvia Pfeifer e Alexandre Barros nos demais papéis centrais.

## Enredo
A história se inicia em 1986, em uma fazenda de Deus Me Livre, interior de São Paulo, onde cinco crianças se conhecem e desenvolvem uma grande amizade de verão. Arthur, um paulistano que passa as férias na fazenda do tio; Elizabeth, a filha da costureira; Guinevere, a filha de uma empregada; Maria Bô, a filha de um rico fazendeiro; e Lance, o filho de um colono. Os cinco brincam sem perceber as diferenças sociais que os separam e têm a certeza de que aquela amizade durará para sempre. Mas as férias acabam e eles nunca mais se encontram. Após vinte anos o destino faz com que o caminho dos cinco se cruze novamente onde tudo começou – a cidade de Deus Me Livre – porém sem a inocência dos velhos tempos e longe da amizade que juraram um dia. Maria Bô se tornou uma renomada modelo de fama internacional que vive na Europa desde os quatorze anos e é perseguida pela imprensa, embora tenha se afastado da família. Ela foi casada com Jean Luc, um conde francês falido que vive de aparências, porém decide voltar ao Brasil quando sua mãe morre após anos sem ver a filha.
Lance foi casado com Dorinha e teve dois filhos, porém nunca conseguiu sossegar com uma só mulher após uma desilusão na adolescência com Maria, trabalhando como personal trainer e saindo sempre com suas clientes. Arthur é um advogado atrapalhado e hipocondríaco que vive sendo traído por sua esposa, a ambiciosa e fútil Vanessa, com seu melhor amigo Juan. O rapaz perde tudo quando um esquema de corrupção na empresa que trabalha acaba recaindo sobre ele, obrigando-o a ir morar na fazenda de seu tio senil em Deus me Livre, onde ele reencontra Guinevere, o grande amor de sua vida. Ela se casou com Caco, filho do milionário Último Botelho Bulhões, que abdicou a fortuna para viver com a moça humilde, porém acabou sendo sustentado por ela por nunca conseguir emprego, tornando-se machista e alcoólatra e – num determinado ponto – é assassinado. Já a amargurada Elizabeth passou a vida em um convento nutrindo um ódio de seus pais, uma vez que sua mãe manteve por anos um caso com Último, no qual gerou três filhos ilegítimos, incluindo ela, embora ele nunca os tenha reconhecido. Aconselhada pela madre superiora a deixar o convento, ela consegue se aproximar do pai antes dele morrer, fato esse que desencadeia nela toda inveja e ambição adormecidas por anos, fazendo tudo pelo dinheiro e poder, incluindo prejudicar seus amigos de infância.

Em torno da trama dos cinco protagonistas, está a cidade de Deus Me Livre, comandada pela família Botelho Bulhões, formada pelos três irmãos: Maria Clara, uma dondoca que nunca ligou para as falcatruas do marido Átila; Segundo, falecido pai de Maria que deixou uma fortuna da qual ela nunca soube o fim; e Último, um homem ambicioso que nunca se deu bem com o único filho legítimo, nem assumiu a família ilegítima, mantendo um caso secreto com Morgana, a "prima pobre", que passa a comandar os negócios após sua morte.

Os cinco protagonistas da trama: Marcos Pasquim, Juliana Paes, Murilo Benício, Deborah Secco e Fernanda Lima caracterizados como os personagens.

## Elenco
| Intérprete          | Personagem                                    |
| ------------------- | --------------------------------------------- |
| Murilo Benício      | Arthur Fortuna                                |
| Juliana Paes        | Guinevere Ataliba dos Santos Fortuna (Gui)    |
| Marcos Pasquim      | Antônio Carlos Lancelotti (Lance / Tico)      |
| Fernanda Lima       | Branca Maria Botelho Bulhões (Maria Bô)       |
| Deborah Secco       | Elizabeth Leiva Barra (Beth)                  |
| Flávia Alessandra   | Vanessa Tamburello Fortuna                    |
| Bruno Garcia        | Juan Arrabal                                  |
| Betty Lago          | Morgana Botelho Bulhões                       |
| Rodrigo Lombardi    | Tadeu Lancelotti                              |
| Carla Marins        | Dora Silva (Dorinha)                          |
| Fernanda de Freitas | Leila Leiva Barra (Lilinha)                   |
| Betty Faria         | Laura Leiva Barra                             |
| Ricardo Tozzi       | José Cândido de Prado Almeida (Primo Cândido) |
| Carlos Bonow        | Edmilson Castanho (Ed)                        |
| Sílvia Pfeifer      | Maria Clara Botelho Bulhões Noscheze          |
| Elias Gleizer       | Giácomo Lancelotti                            |
| Leonardo Villar     | José Amélio de Prado Almeida (Tio Zé)         |
| Arlete Salles       | Gioconda Tamburello                           |
| Rodrigo Hilbert     | Flávio Leiva Barra (Barrão)                   |
| Daniele Suzuki      | Rosa Tanaka                                   |
| Dudu Azevedo        | Petrônio Palhares (Pipoca)                    |
| Daniele Valente     | Maria Celina Ribeiro                          |
| Gero Pestalozzi     | Deodato Ribeiro                               |
| Emanuelle Araújo    | Clotilda Rodrigues Alves                      |
| Guilherme Piva      | Agronildo Ferreira Sales (Nirdo)              |
| Lolita Rodrigues    | Carmem Caballero Silva                        |
| Chico Anysio        | Ezequiel Evangelista de Jesus (Cigano)        |
| Cristina Sano       | Mitiko Tanaka                                 |
| Alexandre Barros    | Átila Noscheze                                |
| Mouhamed Harfouch   | Houssein                                      |
| Sérgio Hondjakoff   | Nuno Botelho Noscheze                         |
| Lucy Ramos          | Nina Botelho Noscheze                         |
| Marcelo Adnet       | Sebo                                          |
| Samantha Schmütz    | Célia                                         |
| Miguel Rômulo       | Marco Antônio Lancelotti Cabedelo (Marquinho) |
| Rafael Miguel       | Percival Fortuna                              |

### Participações especiais
| Intérprete           | Personagem                            |
| -------------------- | ------------------------------------- |
| Fulvio Stefanini     | Último Botelho Bulhões                |
| Drica Moraes         | Pietra                                |
| Humberto Martins     | Merlim Bacarah                        |
| Paulo Goulart        | Roberto Vilela                        |
| Maria Estela         | Irina Botelho Bulhões                 |
| Alexandre Schumacher | Carlos Eduardo Botelho Bulhões (Caco) |
| Ricardo Pereira      | Thierry                               |
| Mateus Solano        | Ari                                   |
| Oscar Magrini        | Delegado Palhares                     |
| Maria Zilda Bethlem  | Alma                                  |
| Selma Egrei          | Condessa Antoinette Renné Mondego     |
| Marcos Winter        | Luchino                               |
| Gisele Itié          | Dalila                                |
| Mônica Martelli      | Elisa                                 |
| Fernando Pavão       | Tenente Carvalho                      |
| Natália Lage         | Cecília                               |
| Bárbara Borges       | Kátia                                 |
| Fafy Siqueira        | Inês                                  |
| Walmor Chagas        | Canabrava                             |
| Ilva Niño            | Santa Arrabal                         |
| Carla Daniel         | Tiana                                 |
| Júlio Rocha          | Leo                                   |
| Luiza Valdetaro      | Tânia                                 |
| Graziella Schmitt    | Renatinha                             |
| Cássio Reis          | Renan                                 |
| Pierre Baitelli      | Bruno                                 |
| Tania Khalill        | Paula                                 |
| Adriano Garib        | Salomão                               |
| Magali Biff          | Diná                                  |
| Letícia Birkheuer    | Isabela                               |
| Beth Lamas           | Tônia                                 |
| Antônio Fragoso      | Joca                                  |
| Monique Lafond       | Yvonne                                |
| Íris Bustamante      | Tuca                                  |
| Carolina Holanda     | Magu                                  |
| Juliana Martins      | Regina                                |
| Ida Gomes            | Madre Superiora                       |
| Neuza Amaral         | Gema                                  |
| Selma Lopes          | Lúcia                                 |
| Luiz Serra           | Saraiva Durão                         |
| Flávio Pardal        | Enfermeiro                            |
| Rosaly Papadopol     | Dona da academia                      |
| Malu Rodrigues       | Maria Bô (jovem)                      |
| Renato Góes          | Lance (jovem)                         |
| Bruno Mazzeo         | Merlin (jovem)                        |
| Roberto Bataglin     | Último (jovem)                        |

## Produção
Carlos Lombardi se inspirou na Lenda do Rei Arthur e dos cavaleiros da Távola Redonda ao criar o núcleo central dos personagens, uma alusão ao castelo de Camelot: rei Arthur, papel de Murilo Benício, sua mulher Guinevere, interpretada por Juliana Paes, e seu principal cavaleiro, Lancelotti, papel de Marcos Pasquim. Já Elizabeth e Maria, vividas por Deborah Secco e Fernanda Lima, foram inspiradas em Elizabeth I, conhecida como a rainha virgem, e sua prima bastarda, Maria Stuart, a rainha da Escócia. Aficionado por seriados norte-americanos, o autor Carlos Lombardi fez inúmeras referências a produções desse formato em Pé na Jaca.
O seriados estadunidenses Lost e Monk foram citadas como  referência. Murilo Benício se inspirou nas características de dois amigos pessoais para montar o perfil engraçado e desajeitado de Arthur: a maneira de falar veio de Evandro Mesquita, por seu sotaque carioca exageradamente carregado. Já a mania de mexer compulsivamente as mãos enquanto fala veio de Pedro Cardoso que, segundo Murilo Benício, gesticula muito enquanto fala. A trama teve cenas iniciais gravadas em Paris. Parte do elenco e da direção passaram cerca de 3 semanas gravando na capital francesa.

### Escolha do elenco
Inicialmente Fernanda Lima chegou a recusar o papel como Maria, temendo receber muitas críticas negativas como ocorreu no ano anterior, quando protagonizou Bang Bang. Porém o o autor encontrou-a pessoalmente para conversar sobre a personagem e convenceu-a a aceitar. Luana Piovani foi convidada para interpretar Vanessa, porém ela recusou, alegando divergências contratuais. Flávia Alessandra foi confirmada em seu lugar, tendo se inspirado na atuação de Jennifer Lopez no filme Dança Comigo para compor o perfil sensual da personagem. Leonardo Vieira foi convidado para fazer uma participação de 50 capítulos na novela como Caco, porém preferiu continuar na RecordTV, onde protagonizaria Caminhos do Coração, passando o personagem para Alexandre Schumacher.
Nair Bello chegou a gravar algumas cenas, porém a atriz teve graves problemas de saúde e entrou em coma antes do início da trama, sendo que a personagem passou para Arlete Salles, que teve que regravar as cenas. Esta teria sido a última novela de Nair, que faleceu em 17 de abril de 2007.

## Audiência
| Horário              | # Eps. | Estreia                | Estreia           | Final               | Final           | Posição | Temporada   | Classificação geral |
| Horário              | # Eps. | Data                   | Primeiro capítulo | Data                | Último capítulo | Posição | Temporada   | Classificação geral |
| -------------------- | ------ | ---------------------- | ----------------- | ------------------- | --------------- | ------- | ----------- | ------------------- |
| Segunda—Sabádo 19:30 | 179    | 20 de novembro de 2006 | 41                | 15 de junho de 2007 | 33              | #1      | 2006 - 2007 | 30                  |

O primeiro capítulo teve média de 41 pontos, com picos de 44, superando as antecessoras Cobras & Lagartos e Bang Bang. Já o último capítulo obteve uma média de 33 pontos. A trama obteve média geral de 29,5 pontos de audiência, índice bastante inferior ao da sua antecessora, "Cobras & Lagartos", que obteve 39 pontos de média.

## Música
Pé na Jaca é uma trilha sonora condizente à novela de mesmo título, exibida pela Rede Globo. Na capa do álbum estampam os animais criados graficamente para a abertura da telenovela, enquanto no verso está a atriz Fernanda Lima.
Lista de faixas
| N.º | Título                     | Música            | Duração |  |
| 1.  | "Rocks"                    | Caetano Veloso    | 3:43    |  |
| 2.  | "Lenda"                    | Céu               | 3:14    |  |
| 3.  | "Você Vai Estar na Minha"  | Negra Li          | 3:31    |  |
| 4.  | "Ainda Bem"                | Vanessa da Mata   | 3:16    |  |
| 5.  | "Infinito Particular"      | Marisa Monte      | 3:42    |  |
| 6.  | "A Gente Merece Ser Feliz" | Ivan Lins         | 3:20    |  |
| 7.  | "Hoje"                     | Cidade Negra      | 3:47    |  |
| 8.  | "Espirais"                 | Marjorie Estiano  | 3:45    |  |
| 9.  | "Tudo Por Acaso"           | Lenine            | 3:45    |  |
| 10. | "Escuta"                   | Luiza Possi       | 3:20    |  |
| 11. | "Estranho Jeito de Amar"   | Sandy & Júnior    | 3:24    |  |
| 12. | "Fazenda"                  | Milton Nascimento | 3:15    |  |
| 13. | "Corsário"                 | Elis Regina       | 3:31    |  |
| 14. | "Chance de Amar"           | Ângela Rô Rô      | 3:38    |  |
| 15. | "Paixão"                   | Clara Becker      | 3:27    |  |
| 16. | "Cheiro de Amor"           | Maria Bethânia    | 3:31    |  |
| 17. | "Eu Ando OK (Ridin' High)" | Zizi Possi        | 3:44    |  |